# Voortrekkers
Die Voortrekkers ist ein in Südafrika und Namibia aktiver christlicher Jugend- und Kulturverband, der 1931 als Alternative zu den (englischsprachigen) Boy Scouts gegründet wurde. Ihren Namen erhielten sie nach der Bezeichnung der burischen Pioniere Voortrekker.
Ihre drei Eckpfeiler definiert die Organisation mit ihrem „ABC“: Afrikanerskap, Burgerskap, Christenskap, also  Afrikaanertum, Bürgertum und Christentum.